# Bocsig
Bocsig là một xã thuộc hạt Arad, România. Dân số thời điểm năm 2002 là 3552 người.